# Alberto Angela
Pour les articles homonymes, voir Angela.
Alberto Angela (né le 8 avril 1962 à Paris) est un paléontologue, vulgarisateur scientifique, écrivain et journaliste italien.

## Biographie
Dès son plus jeune âge, Alberto Angela accompagne son père Piero Angela, journaliste à la télévision italienne, dans ses voyages au cours desquels il acquiert la maîtrise de nombreuses langues européennes et une culture cosmopolite. Après avoir étudié au lycée français de Rome en Italie, il s'inscrit en sciences naturelles à l'Université de Rome « La Sapienza », d'où il sort diplômé avec un prix pour sa thèse. Il a également étudié dans plusieurs universités américaines notamment à Harvard, Columbia et à l'UCLA avant de se spécialiser en paléontologie et paléoanthropologie. Ses études universitaires achevées, il travaille dans la recherche et participe à des fouilles paléoanthropologiques sur différents sites dans le monde comme le Zaïre, Ishango, la Tanzanie, Olduvai et Laetoli, le Sultanat d'Oman, la Mongolie et le désert de Gobi.
En 1988, il publie un essai sur les nouvelles techniques de l'interactivité dans les musées, intitulé Musei e mostre, une misura d uomo. Come comunicare attraverso gli oggetti. Avec son père, il écrit plusieurs livres traitant de sujets scientifiques : La straordinaria storia dell'uomo (1989), La straordinaria storia della vita sulla Terra (1992), Il Pianeta dei Dinosauri (1993), Dentro al Mediterraneo (1995), La straordinaria storia di una vita che nasce - 9 mesi nel ventre materno (1996), Squali (1997), Viaggio nel Cosmo (1998).
En tant que journaliste, il collabore à divers quotidiens et périodiques, parmi lesquels La Stampa, Airone, Epoca.
À la télévision, il écrit et réalise avec son père Il pianeta dei dinosauri, transmis par la Rai Uno en 1993 ; il est l'un des auteurs d'une série de programmes télévisuels : Superquark, Quark Speciale, et Viaggio nel cosmo pour Raiuno. Il est également l'auteur du documentaire Passaggio a Nord Ovest, sur le même canal. En 1998, il est commentateur dans ce domaine dans la version italienne de la série de documentaires "Big Cat Diary" consacrée aux félins africains et entièrement réalisée en coproduction entre la RAI et la BBC. Pour ce programme, il s'est rendu dans la réserve de Masai Mara, au Kenya.
Avec son père, Angela est l'hôte du programme Ulisse, à partir de 2001 sur Rai Tre, pour lequel il remporte le Prix Flaiano pour la télévision. En 2002, il est attaqué et volé par des bandits durant un tournage dans le désert du Niger.
Il est membre de l'institut italien de Paléontologie Humaine (Rome) et du Centro Studi e Ricerche Ligabue (Venise). Il a reçu le prix America de la Fondation Italie-États-Unis en 2017. En 2018, il a reçu la citoyenneté napolitaine honoraire.

## Travaux
- Piero Angela, Alberto Angela, L'extraordinaire histoire des origines de l'homme, Prometheus Books, 1993  (ISBN 978-0-87975-803-5)
- Piero Angela, Alberto Angela, L'extraordinaire histoire de la vie sur terre, Prometheus Books, 1996  (ISBN 978-1-57392-043-8)
- Piero Angela, Alberto Angela, Requins ! : les prédateurs de la mer, les Photos Alberto Luca Recchi, du Courage, de Livres, 1998
- Alberto Angela, Une Journée dans la Vie de la Rome Antique, Traduit par Grégoire Conti, Europa Éditions, Incorporated, 2009  (ISBN 978-1-933372-71-6) [3]
- Alberto Angela, La Portée de Rome, Traduit par Grégoire Conti, Rizzoli Ex-Libris, 2013, à New York,  (ISBN 978-0-8478-4128-8)
- Alberto Angela, Les trois jours de Pompei, Payot, 2017  (ISBN 978-2-2289-1863-3)
- Alberto Angela, Cléopâtre, HarperCollins, 2019 (édition originale en italien, 2018)
- Alberto Angela, Cléopâtre, HarperCollins Poche, 2020  (ISBN 9791033907596)

## Honneur
L'astéroïde (80652) Albertoangela est nommé en son honneur.